# 赵庙镇
赵庙镇，是中华人民共和国安徽省阜阳市太和县下辖的一个乡镇级行政单位。

## 行政区划
赵庙镇下辖以下地区：
赵庙村、段庄村、刘楼村、城子村、龙王村、张阁村、黄门村、范寨村、胡集村、赵大村和巴楼村。